# 2008年ジンバブエ大統領選挙
2008年ジンバブエ大統領選挙（2008ねんジンバブエだいとうりょうせんきょ、英語: Zimbabwean presidential election, 2008）は、2008年にジンバブエ共和国で行われた大統領を選出する選挙である。

## 概要
選挙は、ロバート・ムガベ大統領の進退を問うものとして注目された。ムガベは、1980年のイギリスからの独立以来、独立の「英雄」として長年権力の座に就き、強権的な政治体制を構築した。その一方で、2002年に白人大農場の土地強制収用を行い、大幅な生産減を招いてインフレーションが進み、2008年1月にはインフレ率が前年同月比で10万％を記録するなど、経済を崩壊させた。
選挙には、現職で5選を目指すロバート・ムガベ大統領に対し、最大野党の民主変革運動（MDC）のモーガン・ツァンギライ議長、シンバ・マコニ元財務相、ラントン・トウンガナが挑んだ。
3月25日に投票が行われ、ツァンギライが最多得票を獲得したものの、過半数に達しなかったため、6月28日に決選投票が行われることになった。しかし、決選投票までの間に野党支持者に対する脅迫や暴行が横行し、ツァンギライは選挙からの撤退を表明。投票は予定通り行われ、ムガベが再選を果たした。
これに対し、欧米諸国からは非難が相次ぎ、ジンバブエ国内は混乱が続いている。

## 経過
2007年3月30日、与党ジンバブエ・アフリカ民族同盟愛国戦線（ZANU-PF）の党中央委員会が非公開で開かれ、ロバート・ムガベが大統領選挙の候補に選出された。
2008年2月5日、2002年まで財務相を担当していたシンバ・マコニが「国の再生」を訴えて出馬を宣言した。これを受けて、所属政党のZANU-PFはマコニを除名し、無所属で立候補することとなった。一方で、ZANU-PFの一部幹部やMDCの分派がマコニの支持を表明するなど、一定の支持を取り付けた。
2月11日には、2002年の大統領選挙にも出馬したMDC議長のモーガン・ツァンギライが出馬を表明。2月15日、選挙管理委員会により、ムガベ、マコニ、ツァンギライの3人が登録された。また、ラントン・トウンガナが4人目の候補者として登録された。
選挙監視団については、南部アフリカ開発共同体（SADC）、アフリカ連合（AU）、イラン、ベネズエラ、ロシアなどから47団体の派遣を受け入れたものの、EU諸国やアメリカ、日本などからの派遣は拒否した。また、大半の欧米メディアは入国を認められなかった。

### 第1回投票
投票は3月29日に行われ、即日開票された。また、同時に上院・下院選挙と地方議会選挙の投票も行われた。
野党・民主変革運動（MDC）は3月30日に独自集計の結果をもとに、勝利を宣言した。4月2日には、ツァンギライが50.3%、ムガベ43.8%を獲得したとして改めて勝利宣言した。しかし、即日開票にもかかわらず選管からの投票結果の発表はなかなか出ず、4月4日には与党ジンバブエ・アフリカ民族同盟愛国戦線（ZANU-PF）の幹部会議にて決選投票に臨む方針を示した。さらに、ZANU-PFは選挙結果が出ないうちに、票の再集計を指示。MDC側はZANU-PFが票を不正操作していると指摘した。
投票結果の発表が遅れる間に、与党支持者や退役軍人などによる野党支持者に対する暴力行為が横行。政権もこれに大きく関与したとされ、ムガベの票を過少集計したとして選挙管理委員5人が逮捕された。また、4月3日夜、許可なく取材活動を行ったとして、「ニューヨーク・タイムズ」の記者とイギリスのフリージャーナリストが警察に拘束された。
MDCは投票結果の即時公表を求めて裁判所に提訴したが、4月14日、ジンバブエの高等裁判所は訴えを退けた。この判決を受けてMDCはゼネストを行ったが、不調に終わり、16日に警察はゼネストを計画した野党支持者56人を「公務執行妨害」で拘束した。
4月25日には、警察当局がMDCの本部と独立系選挙監視団のジンバブエ選挙サポートネットワーク（ZESN）の事務所を捜索した。この捜索では、MDC支持者の数十人が拘束され、ZESNでは書類が押収されたという。
一方、下院選挙（定数210）ではZANU-PFは97議席で過半数を割り、MDCが主流派・分派とあわせて109議席を獲得した。ZANU-PFは、野党の23議席について再集計を要求したが、集計結果は変わらず、独立以来初の与党敗北が確定した。上院では、与野党がそれぞれ30議席を獲得した。
選挙結果は5月2日に発表され、ツァンギライが全得票の47.9%、ムガベは43.2%を獲得した。この結果、過半数の票を獲得した候補者がいなかったとして、選挙規定により決選投票が行われることとなった。選挙規定では決選投票は、1回目の投票から21日以内に行われることになっているが、5月17日、選挙管理委員会は6月28日に決選投票を実施すると発表した。

### 野党弾圧と候補者撤退のなかでの決選投票
MDCは決選投票に臨む姿勢を示し、マコニ側がツァンギライの支持を表明した。
ツァンギライはたびたび警察に拘束を受けるなど選挙活動を妨害され、6月12日にはMDCのテンダイ・ビティ事務局長が国家転覆罪などの罪で逮捕された。また、MDC党員のハラレ市長の妻が殺害されるなど、MDC支持者の殺害も相次いだ。また、6月5日には、3月の大統領選に絡む暴力事件を調査中の英米の外交官9人が拘束されている。
ムガベは6月20日にブラワヨで演説を行った際、「わたしを解任できるのは神のみだ」と言い放った。
6月22日、ツァンギライは選挙からの撤退を表明し、在ハラレ・オランダ大使館に保護された。6月23日には、警察によってMDC本部が強制捜査を受け、一連の暴力事件から避難してきた人々など60数人が拘束された。6月25日、ツァンギライは「ガーディアン」に寄稿し、国際社会に対して平和維持部隊の投入を要請した。しかし、ZANU-PFはツァンギライの撤退は無効として、投票を予定通り行うことを表明した。
投票日の延期を求める国際的な要請のなか、投票は予定通り6月28日に行われた。
ZANU-PFは、政府系紙「ヘラルド」にて「空前の高投票率」と発表したが、AUの選挙監視団は「投票率は低かった」と語った。実際の投票率は42.37%だった。選挙結果は、ロバート・ムガベが得票数の85.5%を獲得して勝利したが、撤退を表明していたツァンギライへの投票や白紙の投票も一定あった。ムガベは、6月29日に就任宣誓式を行った。

### 難航する政権樹立
ムガベ側はMDCと対話する構えを見せたが、MDCは対話を拒否。南アフリカのタボ・ムベキ大統領が積極的に仲介に乗り出し、7月10日には南アフリカのプレトリアで与野党の協議が行われた。7月21日には、暴動の収拾を図るための与野党協力に向けた覚書がハラレで調印され、ムガベとツァンギライが握手を交わした。連立政権樹立に向けた調整は、両者に加えてMDC分派のアーサー・ムタンバラも参加して行われ、一時中断するなど紆余曲折があったものの、9月15日に与野党連立に合意する文書に調印した。ムガベは大統領に留まるが、ツァンギライが首相に就任し、閣僚は与党が15、野党が16となった。
しかし、ムガベは連立政権の主要ポストをZANU-PFの議員を指名。ツァンギライはこれに対して連立撤回を示唆し、連立は再び暗礁に乗り上げた。10月20日から、アフリカ諸国の首脳らによる連立に向けた特別会議がスワジランドの首都・ムババーネで開かれたが、ツァンギライは緊急渡航書類が19日午後に到着したことに抗議し、欠席した。11月20日に開かれた南部アフリカ開発共同体の緊急会合では、内相を分割するなどの妥協案が提案されたが、ツァンギライ側は拒否した。この間、ジンバブエ国内ではコレラが蔓延し、多くの死者を出している（詳細：2008年ジンバブエのコレラ発生）。
2009年1月26日、南部アフリカ開発共同体の緊急首脳会議が南アフリカのプレトリアで開かれ、ツァンギライが首相に就任することが決定した。2月11日、ツァンギライが首相に就任し、選挙から約1年の月日を要して連立政権が樹立した。

## 国際社会の反応

### 欧米諸国
この問題に関して、アメリカをはじめとした欧米諸国は制裁強化について言明し、6月27日には、イギリス政府がムガベのKCB爵位を剥奪。ドイツ政府も、ジンバブエに紙幣用紙の供給を行っている国内の印刷会社に対し、用紙の供給停止を要請した。また、イタリア政府は駐ジンバブエ大使を6月30日に召還した。また、6月13日にアメリカのマサチューセッツ大学がムガベに授与した名誉博士号を剥奪した。
7月22日、EU外相理事会は新たに政府関係者37人の渡航禁止、4企業の資産凍結をする制裁決議案を可決した。7月25日にはアメリカがジンバブエと関わりの深い1個人と17団体のアメリカ国内の資産を凍結した。

### アフリカ諸国
南部アフリカ開発共同体は4月12日、ザンビアの首都ルサカで緊急首脳会議を開いた。ムガベは会議に欠席し、代理として閣僚を派遣したが、ツァンギライは出席した。会議では、「選挙結果の早期発表を求める」とした宣言を採択して終了した。6月25日には、南部アフリカ開発共同体の安保担当のアンゴラ・スワジランド・タンザニアが首脳会議を開き、投票日の延長を求めた。
7月1日、アフリカ連合の首脳会議がエジプト・シャルム・エル・シェイクで開幕し、ムガベ大統領も出席した。冒頭演説で議長のジャカヤ・キクウェテ・タンザニア大統領は「ジンバブエ国民を祝福する」とだけ語るなど、ムガベに遠慮する場面が多く見られた。翌日に採択された決議では、与野党間の対話と挙国一致内閣の樹立を求めるにとどまり、権力の正当性については言及されなかった。
選挙後の連立政権樹立に向けても、アフリカ諸国は積極的に仲介に乗り出し、10月20日にスワジランドのムババーネで両者による特別会議を開催したが、ツァンギライの欠席により進展はなかった。11月10日には南アフリカのヨハネスブルクで南部アフリカ開発共同体の緊急会合が開かれ、即時の連立政権樹立を求めた。

### 国連・サミット
6月23日、国連安保理は、政権の対立候補に対する脅迫・暴力を認め、自由な選挙運動を保障するように求める非難声明を採択した。
6月30日、来日中の潘基文・国連事務総長は東京都で「非常に欠陥のある」選挙だったと批判する声明を発表し、解決に取り組み姿勢を表明した。京都市で開かれたG8外相会合では、選挙活動における野党妨害を憂慮する声明を採択。また、7月7日から開かれた第34回主要国首脳会議（北海道洞爺湖サミット）においても協議され、7月8日にムガベ大統領の正当性を否定し経済制裁の可能性を含んだ特別声明が採択された。これに対して、ジンバブエは「人種差別的だ」と批判するコメントを発表した。
アメリカなどは、国連安保理にムガベら政権中枢14人に対する資産凍結・渡航規制、武器禁輸などを盛り込んだ対ジンバブエ制裁案を提出し、7月11日に採決が行われたが、ロシア・中国が拒否権を行使し、賛成9、反対5、棄権1で否決された。

## 投票結果

### 大統領選挙
| 候補者                           | 所属政党                                         | 第1回投票 | 第1回投票 | 第2回投票 | 第2回投票 |
| 候補者                           | 所属政党                                         | 得票数    | 得票率    | 得票数    | 得票率    |
| -------------------------------- | ------------------------------------------------ | --------- | --------- | --------- | --------- |
| ロバート・ムガベ                 | ジンバブエ・アフリカ民族同盟愛国戦線 （ZANU-PF） | 1,079,730 | 43.24     | 2,150,269 | 90.22     |
| モーガン・ツァンギライ           | 民主変革運動 （MDC）                             | 1,195,562 | 47.87     | 233,000   | 9.78      |
| シンバ・マコニ                   | Mavambo/Kusile/Dawn                              | 207,470   | 8.31      |           |           |
| ラントン・トウンガナ             | 無所属                                           | 14,503    | 0.58      |           |           |
| 有効票                           | 有効票                                           | 2,497,265 | 98.42     | 2,383,269 | 94.77     |
| 無効票・白票                     | 無効票・白票                                     | 39,975    | 1.58      | 131,481   | 5.23      |
| 投票総数                         | 投票総数                                         | 2,537,240 | 100.00    | 2,514,750 | 100.00    |
| 有権者（投票率）                 | 有権者（投票率）                                 | 5,934,768 | 42.8      | 5,934,768 | 42.4      |
| 出典：African Elections Database |                                                  |           |           |           |           |

### 下院選挙

下院選の議席配分
■ MDC-MT ・ ■ MDC-AM
■ ZANU-PF ・ ■ 無所属

| 政党                                 | 党首                             | 獲得議席 |
| ------------------------------------ | -------------------------------- | -------- |
| 民主変革運動                         | モーガン・ツァンギライ（主流派） | 100      |
| 民主変革運動                         | アーサー・ムタンバラ（分派）     | 10       |
| ジンバブエ・アフリカ民族同盟愛国戦線 | ロバート・ムガベ                 | 99       |
| 無所属                               | ‐                                | 1        |